# Olof Strömsten
Olof Strömsten (* 12. Januar 1909; † 1959) war ein finnischer Fußball- und Bandyspieler.
Strömsten begann seine Karriere bei KIF Helsinki, mit dem er ab 1930 in der neugegründeten Mestaruussarja, der höchsten Spielklasse Finnlands spielte. Hier wurde er auch gemeinsam mit Holger Salin von Helsingfors IFK der erste Torschützenkönig dieser Liga. Zur Saison 1932 wechselte er zum Liga- und Lokalkonkurrenten Helsingfors IFK (HIFK). 1933 gewann er mit HIFK die Meisterschaft und steuerte in 14 Spielen ganze 18 Tore bei, wodurch er zum zweiten Mal Torschützenkönig wurde. In der Folgesaison wurde HIFK Vizemeister, Strömsten wurde mit 15 Toren erneut Torschützenkönig. Nach einer weiteren Vizemeisterschaft 1935 gewann er 1937 zum zweiten Mal den finnischen Meistertitel. Insgesamt erzielte er zwischen 1930 und 1939 102 Tore in der Mestaruussarja.
Für die finnische Nationalmannschaft debütierte Strömsten 1929 gegen Dänemark (0:8-Niederlage). In insgesamt sieben Länderspielen gelangen ihm drei Tore, die er 1931 gegen Estland (3:1-Sieg, ein Tor) und Dänemark (3:2-Sieg, zwei Tore) erzielte.
Im Winter spielte Olof Strömsten Bandy für HIFK. Von 1929 bis 1945 spielte er 72 Meisterschaftsspiele und erzielte dabei 80 Tore. In dieser Zeit wurde er fünfmal finnischer Meister und viermal finnischer Vizemeister. Für die Nationalmannschaft absolvierte er fünf A-Länderspiele und zwei B-Länderspiele.

## Erfolge
Fußball:
- Finnischer Meister: 1933 und 1937 (mit Helsingfors IFK)
- Finnischer Vizemeister: 1934 und 1935 (mit Helsingfors IFK)

- Torschützenkönig der Mestaruussarja: 1930, 1933 und 1934

Bandy:
- Finnischer Meister: 1934, 1935, 1938, 1939 und 1941 (mit Helsingfors IFK)
- Finnischer Vizemeister: 1929, 1933, 1936 und 1937 (mit Helsingfors IFK)